# 박현채
박현채(朴玄埰, 1934년 11월 3일 ~ 1995년 8월 17일)는 대한민국의 경제학자이다. 1950년에서 1952년 사이에 빨치산 소년돌격부대 문화부 중대장으로 지리산·백아산 일대에서 활동하다가 체포당하기도 하였고 1964년 인혁당 사건에 연루되어 옥고를 치르기도 했다. 전 대통령 김대중이 7대 대선을 앞두고 제시했던 '대중경제론'에 영향을 끼친 그의 '민족경제론'은 '농업 협업화' 및 대기업 위주가 아닌 중소기업을 진흥하게 하고 수입대체 산업화를 통한 대외 의존에서 벗어난 자립 경제를 강조하였고, 이후 신식민주의 이론과 국가독점자본주의 이론을 합하여 조희연, 이진경, 장상환, 전효관 등과 신식민지국가독점자본주의론을 창시하기도 하였다.

## 생애
- 1934년 전라남도 화순 태생. 국민학교 다닐 때 이미 독서회에서 《자본론》을 읽었다고 스스로 말하였다.[4]
- 1950년에서 1952년 사이 빨치산 소년돌격부대 문화부 중대장으로 활동하다가 체포당하였다.
- 광주수창국민학교 졸업
- 광주서중학교 졸업
- 1954년 전주고등학교 편입
- 1955년 서울대학교 상과대학 경제학과 입학
- 1960년대초 서울대학교 대학원 졸업
- 1964년 인혁당 사건에 연루되어 옥고를 치름
- 1960년대부터 20년간 재야 경제평론가로 활동하면서 민족경제론으로 경제학계에 영향을 줌
- 1989년 조선대학교 경제학과 교수로 임용됨.
- 1992년 '뉴DJ 플랜'을 내세운 김대중과 사상 문제로 결별[5]
- 1995년 뇌졸중으로 별세

## 소설 태백산맥의 모델
소설가 조정래는 《태백산맥》을 집필하면서 광주서중(현 광주제일고등학교) 선배인 박현채를 빨치산 전사 조원제의 모델로 삼았다. 또한 《태백산맥》에서 민중의 恨을 표현하려고 간단히 언급된 전라남도 화순 탄광 노동자 파업 투쟁도 박현채의 사상 형성에 큰 영향을 준 탄광 노동자 파업 투쟁을 모델로 한 것으로 보인다.

## 같이 보기
- 청년을 위한 한국현대사공저/소나무
- 해방전후사의 인식공저/한길사
- 대중경제론
- 김대중
- 자본론